# مارتیک چاپاریان
مارتیروس «مارتیک» چاپاریان (عربی: مارديروس تشاباريان؛ مشهور به (عربی: مارديك) زادهٔ) بازیکن فوتبال در پست مهاجم ارمنی‌تبار اهل لبنان است.

## باشگاهی
از باشگاه‌هایی که در آن بازی کرده‌است می‌توان به هومنمن ای‌ای بیروت اشاره کرد.

## تیم ملی
وی همچنین در تیم ملی فوتبال لبنان بازی کرده‌است.

## افتخارات
- برترین گل‌زن لیگ برتر فوتبال لبنان ۶۱–۱۹۶۰ با ثمر رساندن ۱۵ گل.[۴]